# لوئیس مخیا
لوئیس مخیا (انگلیسی: Luis Mejía؛ زادهٔ ۱۶ مارس ۱۹۹۱) بازیکن فوتبال اهل پاناما است.
از باشگاه‌هایی که در آن بازی کرده‌است می‌توان به تولوز، باشگاه فوتبال ناسیونال اروگوئه، تیم ملی فوتبال پاناما، و تیم ملی فوتبال پاناما، و باشگاه فوتبال رئال مایورکا اشاره کرد.
وی همچنین در تیم‌های ملی فوتبال Panama U-17 Panama U-20 Panama U-21 Panama U-23 Panama بازی کرده‌است.